# Rose-Marie Frebran
Ingegärd Rosemarie (Rose-Marie) Frebran, tidigare Brandin, född 12 april 1948 i Barkåkra församling, Kristianstads län, är en svensk ämbetsman och före detta politiker (kristdemokrat). Hon var riksdagsledamot för Kristdemokraterna 1991–2002, tredje vice talman 1998–2002 och landshövding i Örebro län 2008–2015. 

## Karriär
Frebran var andre vice ordförande för Kristdemokraterna (dåvarande KdS) 1987–1989. Hon blev riksdagsledamot när partiet för första gången valdes in i riksdagen 1991. I riksdagen var hon ledamot av kulturutskottet 1991–1994, och av socialförsäkringsutskottet 1994–2002. Efter partiets valframgång 1998 utsågs hon till tredje vice talman, och blev då den första kristdemokraten på en talmanspost. Hon lämnade riksdagen 2002.
Den 29 april 2008 beslutade regeringen att utse Frebran till ny landshövding i Örebro län från den 1 september 2008 till den 31 mars 2013. Hon blev då historisk som den första kristdemokratiska politiker som utsetts till landshövding i Sverige. Förordnandet förlängdes senare till 2015.
Frebran var 2005–2015 ordförande i fotbollsföreningen Örebro SK:s ideella styrelse. Hon har varit vice ordförande i Svensk Elitfotboll samt styrelseledamot i Svenska Fotbollförbundet.
Den 22 september 2013 utsågs hon till ny nationell samordnare i supporter/huliganfrågor. Uppdraget bestod i att ”upprätthålla dialogen mellan berörda aktörer och fortsätta arbetet med att stärka den positiva supporterkulturen och motverka idrottsrelaterad brottslighet”. Hon innehade uppdraget till 31 december 2014.
Frebran var ordförande för Seniornet 2018–2021.

## Utmärkelser
- H. M. Konungens medalj av 12:e storleken (2002) för mångåriga och betydelsefulla samhällspolitiska insatser